# Newport (isla de Wight)
Newport es una ciudad condado de la isla de Wight, una isla en la costa sur de Inglaterra, en el Reino Unido. La ciudad está situada ligeramente al norte del centro de la isla, en la cabecera de la sección navegable del río Medina, que fluye hacia el norte, hacia Cowes y el estrecho de Solent, y en el que la ciudad tiene un puerto fluvial.

## Historia

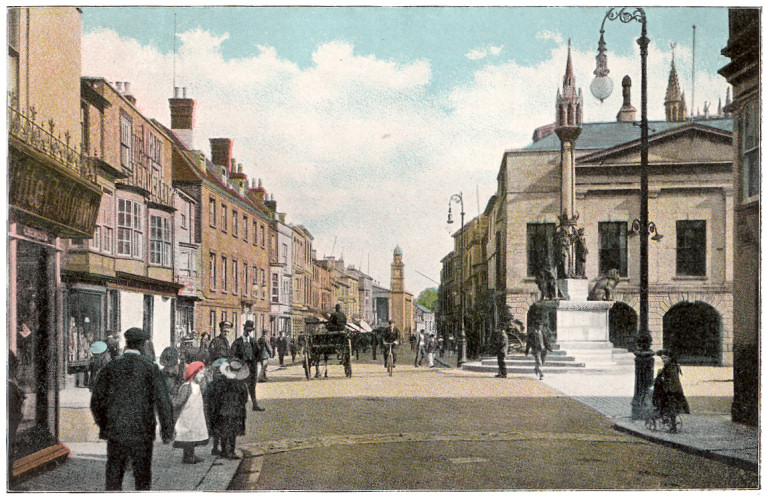
Calle mayor de Newport, alrededor de 1910

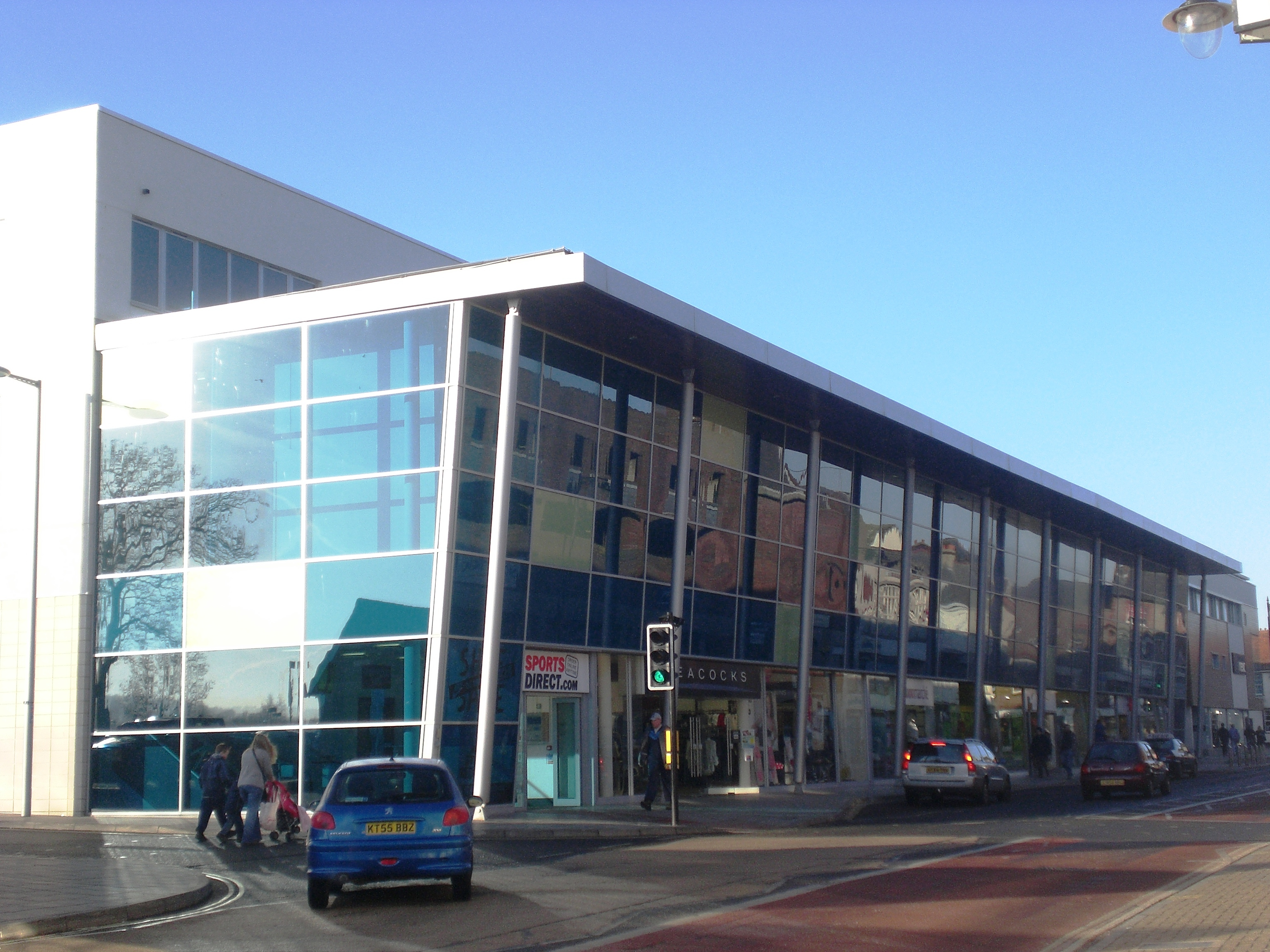
Centro comercial en la antigua estación de autobuses

Existen indicios de un asentamiento romano en la zona, que probablemente fue conocido como «Medina», en la que al menos había dos villas romanas, una de las cuales ha sido excavada y está abierta al público.
Aparentemente, la ciudad estuvo deshabitada hasta después de la Conquista normanda. Se le concedieron fueros a finales del siglo XII. En 1377, las fuerzas invasoras francesas incendiaron buena parte de la ciudad cuando intentaban tomar el castillo de Carisbrooke, entonces bajo el mando de sir Hugh Tyrill. Las fuerzas locales capturaron y dieron muerte a un grupo de franceses, enterrándolos en un túmulo que después recibió el nombre de Noddies Hill (en el medievo, «noddy» era un vulgarismo por «cadáver»). El nombre derivó a Nodehill, nombre actual de una parte del centro de la ciudad.
En 1648, Carlos I y un grupo de comisionados parlamentarios firmaron aquí el tratado de Newport, un intento de conseguir un compromiso que pusiera fin a la Guerra Civil, tratado que nació socavado por las negociaciones que mantenía Carlos con los franceses y los escoceses para tratar de atraerlos a su bando. Oliver Cromwell rechazó el tratado a su vuelta, tras vencer a los escoceses en la batalla de Preston, lo que condujo a la ejecución de Carlos I. 
La situación de la ciudad en una zona accesible desde el mar significó su rápido crecimiento, que la convirtió en el asentamiento principal, absorbiendo a la vecina Carisbrooke. La ciudad se incorporó al borough de Medina, que en 1995 pasó a convertirse en un distrito que engloba toda la isla.
El memorial de la Reina Victoria fue diseñado por el arquitecto local Percy Stone.

## Geografía
Ubicada en el centro de la isla, Newport es la ciudad principal de la isla de Wight. Las ciudades principales están conectadas por autobús con Newport, que es el mayor centro comercial y sede de los servicios públicos de la isla. Newport fue el centro de la red de ferrocarriles de la isla hasta mediados del siglo XX, pero la estación cerró en 1966.
La ciudad más cercana es Portsmouth, a unos 20 km al noreste, en la isla de Portsea. La mayor ciudad de la isla, Ryde, se encuentra al noroeste, Sandown y Shanklin al este, y Cowes al norte.
El río Medina atraviesa Newport. Al norte de su confluencia con el Lukely Brook en el puerto de la ciudad, se convierte en un estuario navegable en marea alta.
Distancia a otras ciudades cercanas
- Cowes – 7 km
- East Cowes – 8 km
- Ryde – 11 km
- Shanklin – 15 km
- Sandown – 16 km
- Ventnor – 18 km
- Yarmouth, isla de Wight – 16 km

## Evolución demográfica
| Gráfica de evolución de Newport entre 2001 y 2011 |
|                                                   |
| ONS/Statistics                                    |

## Prisiones
El suburbio de Parkhurst alberga dos prisiones: la prisión de Parkhurst y la de Albany, que juntas forman la HMP Isle of Wight, la mayor cárcel del Reino Unido y en su momento, una de las pocas prisiones de alta seguridad del país. En la zona también estuvo la prisión de Camp Hill, que cerró en 2013.

## Puntos de interés
Desde 2002, el Festival de la Isla de Wight se celebra en Seaclose Park, en la orilla este del río Medina. Este festival, que protagonizó tres famosas ediciones en 1968, 1969 y 1970, se recuperó en 2002 y en la actualidad se celebra anualmente.
Newport alberga el Museo Postal, posiblemente la mayor colección privada de equipos postales y buzones antiguos del mundo.

### Deporte
La ciudad cuenta con el Newport Football Club, cuyo campo oficial es St. George's Park y que actualmente juega en la liga de Wessex League. La ciudad también tiene un club de cricket. 

### Escuelas
Entre las ciudades de Newport y Carisbrooke hay siete escuelas primarias, tres secundarias, un campus de bachillerato, un centro de formación profesional y dos escuelas especiales. 

## Gobierno

### Representación parlamentaria

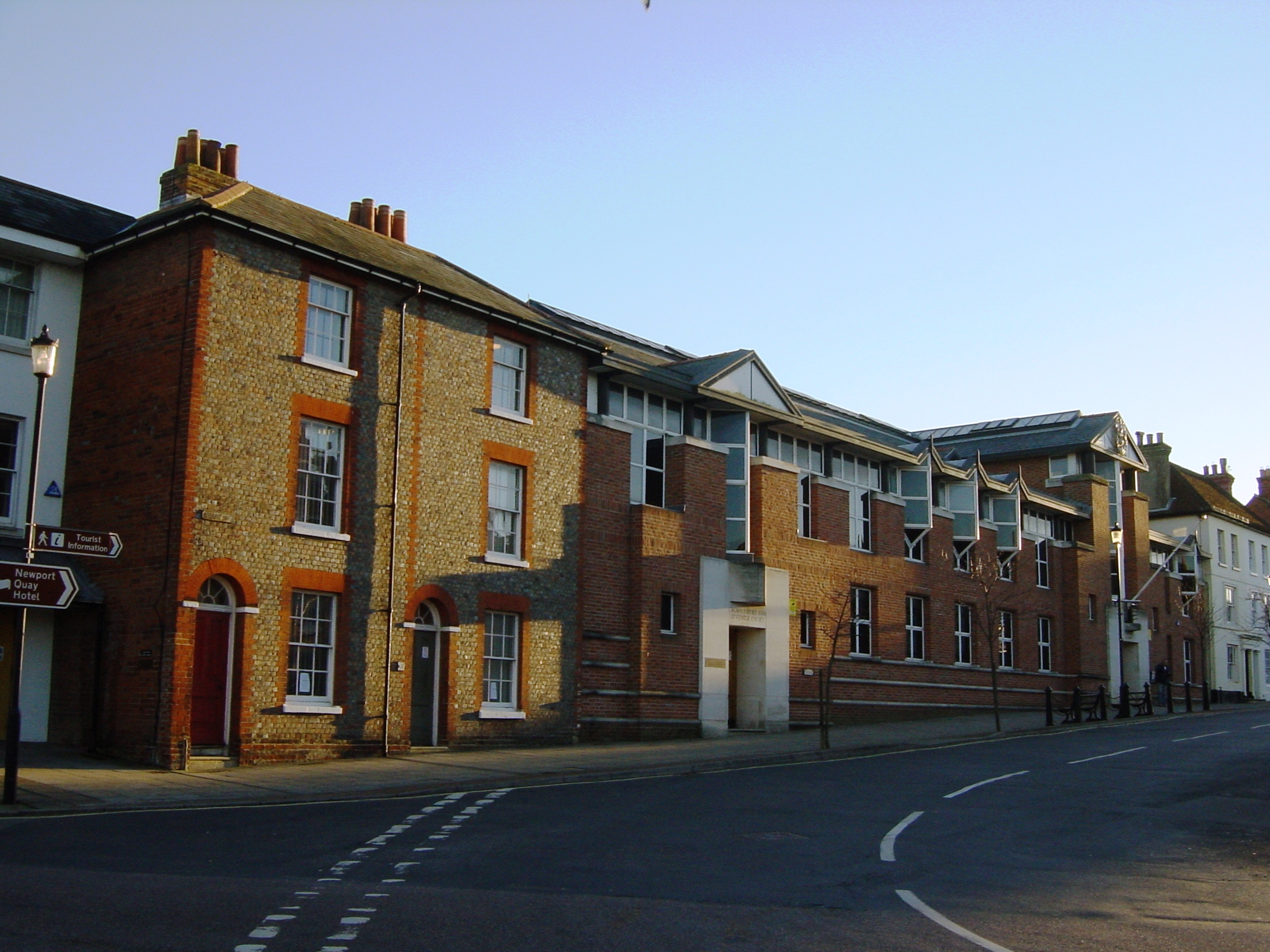
Tribunal de la Corona en Newport, isla de Wight

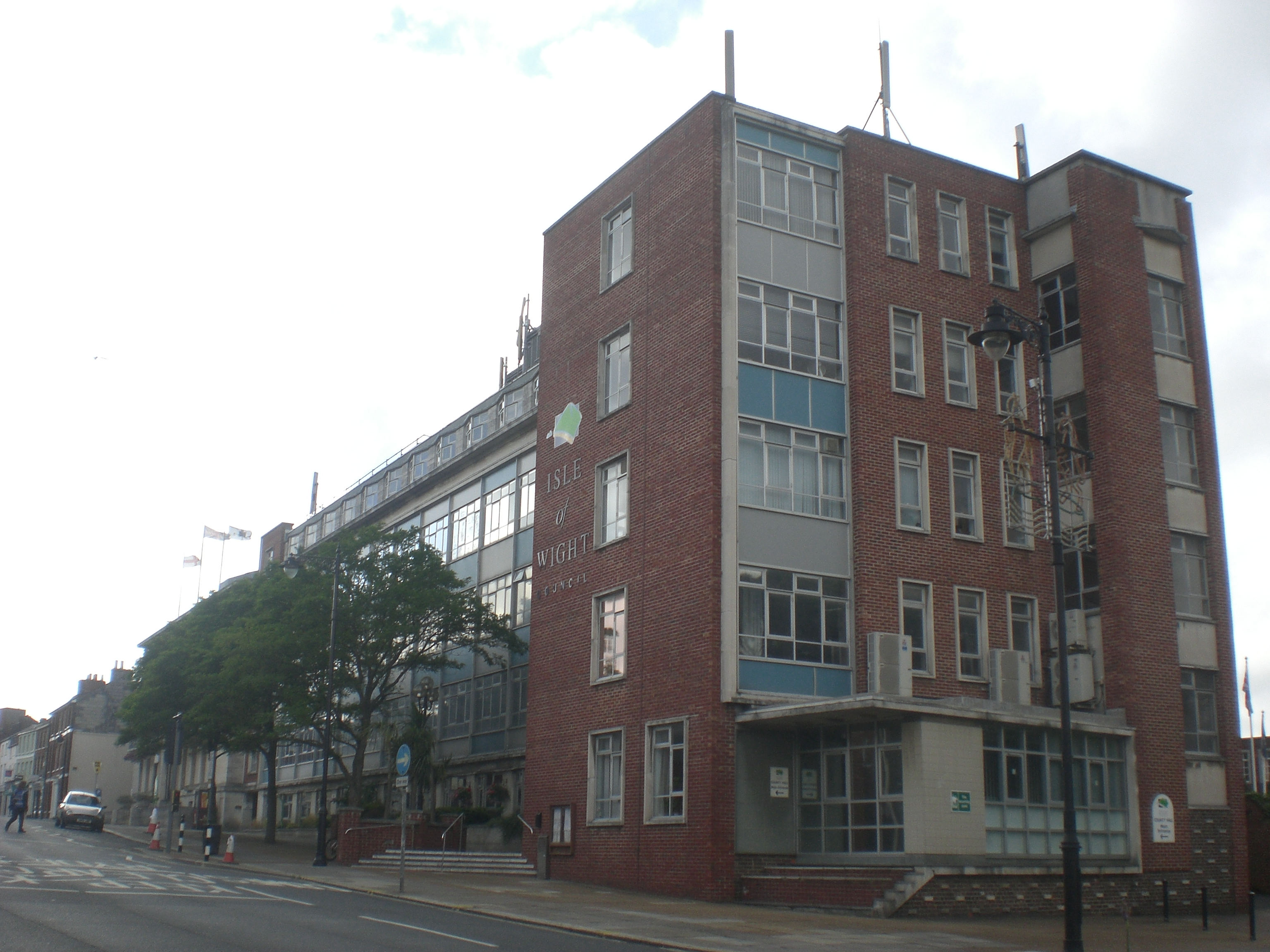
Ayuntamiento de Newport.

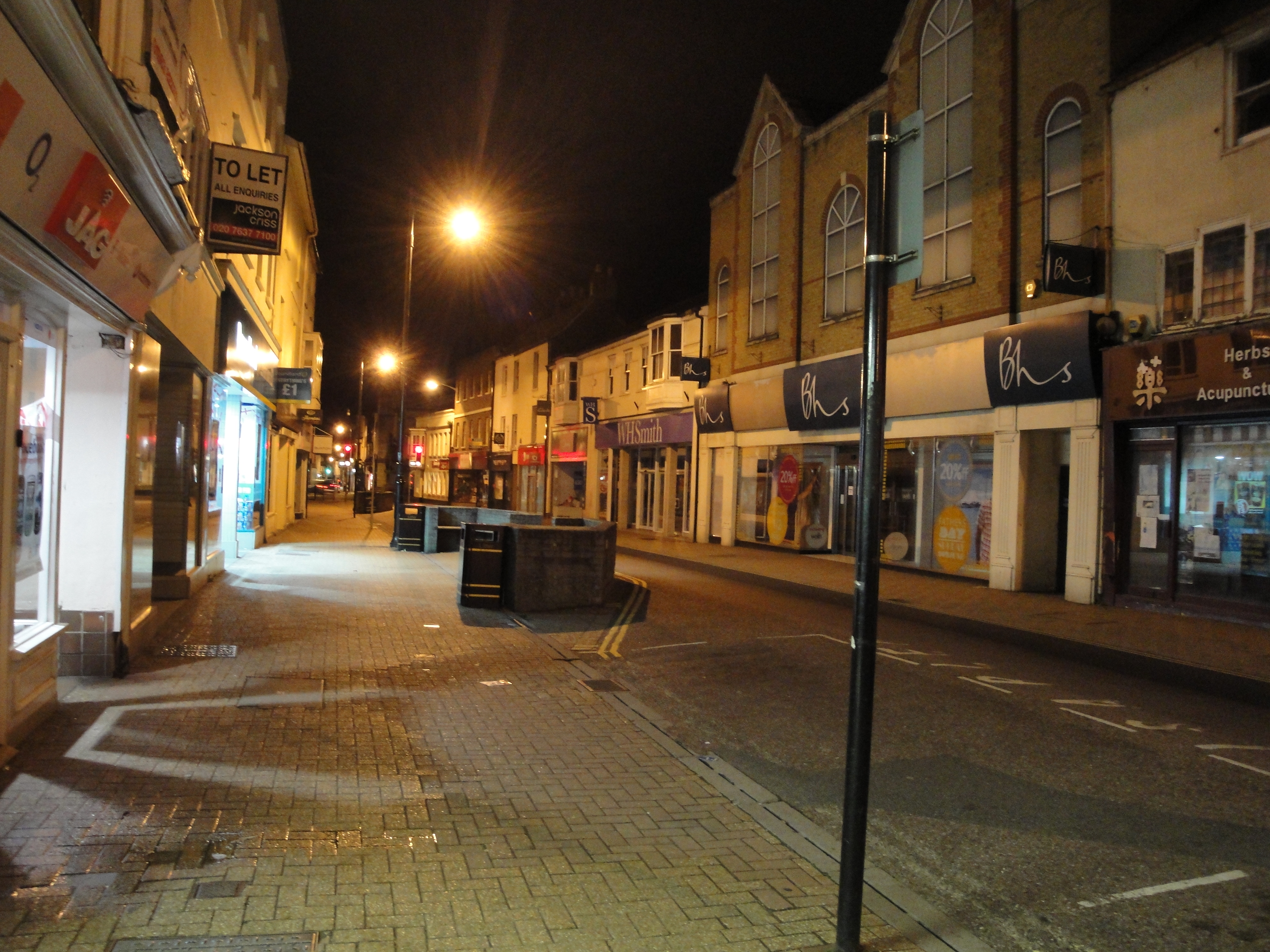
Calle Mayor de Newport

A partir de la Edad Media, la circunscripción parlamentaria de Newport tuvo dos escaños en la Cámara de los Comunes. Entre 1870 y 1811 fueron ocupados por dos futuros primeros ministros: Arthur Wellesley, que después se convirtió en duque de Wellington y Henry John Temple, III vizconde de Palmerston, patrocinado por sir Leonard Holmes, que lo apoyó a condición de que nunca visitara la isla.
En la década de 1820, la circunscripción estuvo representada por otros dos futuros primeros ministros, George Canning y el honorable William Lamb, II vizconde Melbourne.
La representación de Newport en el parlamento se redujo a un escaño en 1867 y se abolió por completo como circunscripción separada en 1885, pasando a formar parte de la circunscripción de la isla de Wight.

### Consejo local
Newport ha tenido diversas administraciones.
- Hasta 1974, Newport tuvo su propio Consejo de Distrito[7]
- De 1974 a 1995, Newport formó parte del Consejo de Distrito de Medina[7]
- En 1995 se abolió este Consejo, quedando la ciudad bajo responsabilidad del Consejo de la Isla de Wight. Newport se mantuvo sin gobierno local hasta 2008, cuando se creó la Autoridad Unitaria del Consejo de Wight[7]
- El Consejo de la Isla de Wight estableció en abril de 2006 el Comité de Gestión de la Ciudad de Newport como gobierno provisional hasta que se aprobara un gobierno local. El Comité de Gestión no tenía poderes oficiales y técnicamente no pasó de ser un comité asesor del Consejo de la Isla de Wight[8]
- La primera elección para el Consejo Parroquial de Newport se llevó a cabo el 1 de mayo de 2008.[8]

## Personas famosas
- La princesa Isabel Estuardo, hija de Carlos I y Enriqueta María de Francia, está enterrada en la iglesia de St Thomas's Minster
- Anthony Minghella, director de cine
- Maxwell Gray (Mary Gleed Tuttiett), escritora
- Phill Jupitus, actor
- Kelly Sotherton, heptatleta